# PSY-Diplom
Die PSY-Diplome sind drei postpromotionelle aufeinander aufbauende Weiterbildungsabschlüsse für Ärzte, welche von der Österreichischen Ärztekammer verliehen werden.
Um die Kompetenz von Ärzten im psychosozialen, psychosomatischen und psychotherapeutischen Bereich zu stärken, sind von der Österreichischen Ärztekammer seit 1989 Richtlinien für drei postpromotionelle Spezialdiplomlehrgänge entwickelt worden. Sie richten sich nicht nur an Psychiater, sondern an Ärzte aus allen Fachgebieten wie der Allgemeinmedizin, der Inneren Medizin, der Dermatologie oder der Gynäkologie. Ärzte der angesprochenen Fachrichtungen sehen sich in ihrer Praxis häufig mit psychischen Leiden und Erkrankungen konfrontiert. Mit den PSY-Diplomen, die abgekürzt als PSY1, PSY2 und PSY3 bezeichnet werden, steht eine Fort- und Weiterbildung zur Vermittlung der erforderlichen Kompetenzbereiche zur Verfügung. 
Mit dem PSY3-Diplom erreichen Ärzte die Berechtigung, selbständig und eigenverantwortlich psychotherapeutische Medizin durchzuführen.
Die drei PSY-Diplome bauen aufeinander auf, die Fortbildungsdauer variiert geringfügig nach Bundesland und Veranstalter:
- PSY1: ÖÄK-Diplom für psychosoziale Medizin (ca. 1 Jahr)
- PSY2: ÖÄK-Diplom für psychosomatische Medizin (ca. 2 Jahre)
- PSY3: ÖÄK-Diplom für psychotherapeutische Medizin (ca. 4 Jahre)

Bei Absolvierung der Facharzt-Weiterbildung gelten die PSY-Diplome 1 und 2 als absolviert, wenn der spezielle Lehrgang „Psychotherapeutische Medizin für Psychiater“ besucht wird.

## Statistik
- Ende des Jahres 2000 hatten in Österreich 1.103 Ärzte, von denen ca. 20 % Psychiater waren, das PSY-Diplom I, 1.046 Ärzte das PSY-Diplom II und 929, von denen ca. 60 % Psychiater waren, das PSY-Diplom III.